# Ryan Coleman
Ryan Coleman, född 14 januari 1991, är en amerikansk tonårsskådespelare. Han var under 2004-2005 programledare för serien All that som gick på Nickelodeon.